# Сан Леопардо (Мачерата)
Сан Леопардо (итал. San Leopardo) насеље је у Италији у округу Мачерата, региону Марке.
Према процени из 2011. у насељу је живело 7 становника. Насеље се налази на надморској висини од 78 м.